# Misterele tinereții
Misterele tinereții (titlu original: Mysterious Skin) este un film dramatic independent american-olandeză din 2004 adaptat după romanul Mysterious Skin de Scott Heim. Al optulea film regizat de Araki, acesta a avut premiera la Festivalul Internațional de Film de la Veneția în 2004, fiind distribuit publicului în 2005.
Misterele tinereții este povestea a doi băieți care sunt abuzați sexual de antrenorul lor de baseball și despre felul în care asta îi afectează când cresc. 

## Sumar
Născuți în 1972 în Kansas, Neil McCormick și Brian Lackey sunt abuzați sexual de către antrenorul lor de baseball la vârsta de 8 ani. Ambii băieți sunt țintiți datorită familiilor lor disfuncționale: mama lui Neil îl crește singură, dar este neglijentă și preocupată cu un șir de iubiți, în timp ce părinții lui Brian sunt în pragul divorțului.
Neil arată înclinații homosexuale la o vârstă timpurie, este fascinat de modelele masculine din revista Playgirl a mamei sale. El interpretează abuzul antrenorului ca o inițiere în sexualitate și dezvoltă un comportament sexual compulsiv, fiind atras de bărbați de vârstă medie pentru care se prostituează. În cele din urmă Neil pleacă de acasă să locuiască în New York. 
Brian reacționează la abuz devenind amnezic. 
Încercând să-și înțeleagă amintirile confuze, Brian descoperă o fotografie a echipei sale de baseball din copilărie, recunoscându-l pe Neil. Luând inițiativa acesta ajunge tocmai în ziua în care Neil pleacă. În absența lui, Brian se împrietenește cu Eric, prin intermediul căruia începe să se maturizeze. De ziua lui, Brian dă peste tatăl său la el acasă, pe care îl evitase timp de doi ani, după finalizarea divorțului. Brian îl confruntă, reproșându-i nepăsarea și neglijența cu care l-a tratat când era tânăr.
În acest timp, Neil încearcă să-și ia o slujbă normală, dar cedează și la sfârșitul turei pleacă cu un client care îl bate și sfârșește prin a-l viola. Neil părăsește New York-ul și se întoarce acasă. În ajunul Crăciunului, cei doi tineri se întâlnesc pentru prima dată în peste un deceniu. 
Neil și Brian intră prin efracție în casa antrenorului de baseball, unde Neil îi explică cum în noaptea meciului de baseball nimeni nu venise să-l ia și antrenorul s-a oferit să-i ducă acasă. Acolo, prin intermediul lui Neil, a făcut abuzul să pară normal și acceptabil, un „joc”. 
Brian cedează nervos și se prăbușește în brațele lui Neil.

## Distribuție
| Joseph Gordon-Levitt    | Neil McCormick         |
| Brady Corbet            | Brian Lackey           |
| Michelle Trachtenberg   | Wendy                  |
| Jeff Licon              | Eric Preston           |
| Mary Lynn Rajskub       | Avalyn Friesen         |
| Elisabeth Shue          | Ellen McCormick        |
| Bill Sage               | Antrenorul             |
| Chase Ellison           | Neil McCormick (tânăr) |
| George Webster          | Brian Lackey (tânăr)   |
| Riley McGuire           | Wendy (tânără)         |
| Chris Mulkey            | Domnul Lackey          |
| Lisa Long               | Doamna Lackey          |
| Richard Riehle          | Charlie                |
| Kelly Kruger            | Deborah                |
| Rachael Nastassja Kraft | Deborah (tânără)       |
| Billy Drago             | Zeke                   |
| Pete Kasper             | Sedan driver           |
| David Alan Graf         | Gay Lumberjack         |
| John Ganun              | NYC John               |
| David Lee Smith         | Alfred                 |
| Ryan Stenzel            | Stephen Zepherelli     |
| Larry Marko             | Bătrân cu cicatrici    |
| Bruno Alexander         | Redneck Hick           |
| Forrest Fountain        | Jackson                |
| Zane Huett              | Fiul lui Jackson       |
| Reedy Gibbs             | Recepționist           |

## Soundtrack
Coloana sonoră a filmului a fost compusă de Harold Budd și Robin Guthrie.
Alte piese incluse:
1. "Golden Hair" – Slowdive (scrisă de Syd Barrett)
2. "Galaxy" – Curve
3. "Game Show" – Dag Gabrielsen, Bill Campbell, Nelson Foltz, Robert Roe
4. "Catch the Breeze" – Slowdive
5. "Crushed" – Cocteau Twins
6. "Dagger" – Slowdive
7. "I Guess I Fell in Love Last Night" – Dag Gabrielsen, Alex Lacamoire
8. "I Could Do Without Her" – Dag Gabrielsen, Alex Lacamoire
9. "Drive Blind" – Ride
10. "O Come All Ye Faithful" – Tom Meredith, Cydney Neal, Arlo Levin, Isaiah Teofilo
11. "Away in a Manger" – Tom Meredith, Cydney Neal, Arlo Levin, Isaiah Teofilo
12. "Silent Night" – Tom Meredith, Cydney Neal, Arlo Levin, Isaiah Teofilo, Evan Rachel Wood, John Mason
13. "Samskeyti" – Sigur Rós
14. "Blue Skied an' Clear" – Slowdive

## Premii
- 2004 Bergen International Film Festival – Premiul juriului[1]
- 2006 Polished Apple Awards – Cel mai bun film[2]
- 2006 Icelandic Queer Film Festival – Cea mai bună lucrare fictivă[necesită citare]